# Kiskunlacháza vasútállomás
Kiskunlacháza vasútállomás (korábban Laczháza) egy Pest vármegyei vasútállomás, Kiskunlacháza településen, a MÁV üzemeltetésében. A belterület keleti szélétől bő egy kilométerre helyezkedik el, az 5203-as út vasúti keresztezésétől északra, közúti elérését az előbbi útból kiágazó 52 303-as számú mellékút teszi lehetővé.

## Vasútvonalak
Az állomást az alábbi vasútvonalak érintik:
- Budapest–Kelebia-vasútvonal

## Kapcsolódó állomások
A vasútállomáshoz az alábbi állomások vannak a legközelebb:
- Délegyháza vasútállomás (Budapest–Kelebia-vasútvonal)
- Dömsöd vasútállomás
- Áporka megállóhely

## Megközelítése tömegközlekedéssel
Helyközi busz:  648, 669, 670

## Forgalom
| Járat | Útvonal | Gyakoriság |
| ----- | --- | ---------- |
|       | A vonalon a vasúti szolgáltatás szünetel, a vonatok helyett a Volánbusz járatai közlekednek. A legközelebbi buszmegálló: Kiskunlacháza, vasútállomás elágazás |            |